# Gamlang Razi
Gamlang Razi (tiếng Miến Điện: ဂမ်လန်ရာဇီ) có thể  ngọn núi cao nhất Đông Nam Á, nằm ở phía bắc của bang Miến Điện Kachin. Nó nằm ở Vườn quốc gia Khakaborazi và là một phần của dãy Himalaya . Núi nằm gần biên giới Myanmar và Tây Tạng, cách điểm biên giới ba nước với Ấn Độ 15 km. Ngọn núi Hkakabo Razi cao 5881 m nằm cách núi Gamlang Razi 6,6 km đường ENE. Nó có tuyết và sông băng quanh năm. Theo cơ quan khảo sát địa chất của Myanmar, loại đá ở núi Gamlang Razi là đá hoa cương.

## Lịch sử leo núi
Andy Tyson (1968–2015) hướng dẫn nhóm leo núi lên đỉnh lần đầu tiên vào năm 2013. Nhóm này bao gồm 5 người leo núi Hoa Kỳ cũng như 2 người miến điện Technical Climbing Club of Myanmar (TCCM). Cuộc thám hiểm này phần lớn là được hỗ trợ bởi Quỹ Htoo.
Đội leo núi bắt đầu hành trình 35 ngày của họ với một cuộc đi bộ 150 dặm qua rừng. Theo như đội này kể lại, sự lên xuống trên thực tế tới đỉnh Gamlang Razi là phần dễ dàng. Thử thách hơn là phải lèo lách họ thông qua các tuyến đường đầy rắn hổ mang và rắn lục, trong khi cố gắng để tránh nhiễm trùng chân từ các điều kiện ướt liên tục, và tránh né muỗi và côn trùng.
Tuyến đường lên tới trại cơ sở đi ngang qua một số rừng mưa và các dòng suối. Nếu thời tiết thuận tiện, nó thường mất khoảng 2 tuần để lên tới trại cơ sở. Từ trại căn cứ họ mất thêm khoảng 1 tuần để lên tới đỉnh.

## Có thể là đỉnh cao nhất Đông Nam Á
Gamlang Razi đã được đo với độ cao là 5,870 ±2 m (19,259 ft). Nó là ngọn núi cao nhất Đông Nam Á mà độ cao được đo bở It makes the highest mountain in Southeast Asia whose height has been measured exactly by Hệ thống Định vị Toàn cầu (GPS). Ngọn núi được cho là cao hơn, Hkakabo Razi, chưa từng được đo bởi GPS. Tuy nhiên, Hkakabo Razi có thể vẫn là đỉnh núi cao nhất theo như một cuộc thám hiểm gần đây lên đỉnh đó. Mặc dù nhóm leo núi chỉ lên tới 5742 m (18,840 ft), họ ước đoán rằng, đỉnh Hkakabo Razi còn cao hơn 240 m (800 ft).